# Escudo de Cartes
El escudo de Cartes es el símbolo del municipio español de Cartes en Cantabria, ya que carece de bandera oficial. Dicho escudo queda organizado de la manera siguiente: de azur, un arco apuntado del torreón de Cartes con cinco almenas visibles en oro. Al timbre la corona real abierta. El escudo es empleado de facto por el Ayuntamiento.
|                    |
| Torreón de Cartes. |